# Lorenzo G. Vidino
Lorenzo G. Vidino (* 1977 in Mailand, Italien) ist Programmdirektor für Extremismus an der George Washington University und gibt Publikationen auf den Gebieten Radikalisation, Gegenradikalisierung sowie Islamismus heraus. In den Abu Dhabi Secrets wurde enthüllt, dass Vidino für den privaten Nachrichtendienst Alp Services arbeitet. Er wird deshalb von der NRC Handelsblad als nicht unabhängiger Wissenschaftler bezeichnet.

## Biografie und Positionen
Er erwarb ein rechtswissenschaftliches Diplom an der Universität Mailand sowie ein Doktorat an der Tufts University Fletcher School in Internationale Beziehungen und hatte bisweilen Anstellungen am Belfer Center for Science and International Affairs an der Harvard-Universität, der RAND Corporation und dem Center for Security Studies (CSS) an der ETH Zürich. Seine Anfänge machte er in den 2000er-Jahren im Umfeld weit rechts stehender Republikaner in den USA.
Vidino gehört dem wissenschaftlichen Beirat der Dokumentationsstelle Politischer Islam der österreichischen Regierung an. Die Stelle wurde im Rahmen der Bundesregierung von ÖVP und Grünen im Juli 2020 umgesetzt und von Ministerin Susanne Raab präsentiert. Ursprünglich war diese Stelle ein geplantes Projekt der Koalition von ÖVP und FPÖ (Bundesregierung Kurz I).
Gegenüber dem militanten Islamismus sieht Vidino im politischen Islam die größere Bedrohung für die westliche Kultur, weil der „ein Projekt der langfristigen gesellschaftlichen Umgestaltung“ verfolge.
Der Standard und die österreichische Juristin und Nationalratsabgeordnete Stephanie Krisper (Neos) rechnen Vidino „dem Umfeld der rechtsstehenden Republikaner aus den USA“ zu. In einem Interview mit der Wiener Zeitung wies er diesen Vorwurf zurück und bezeichnete diese als typisch für den oberflächlichen Ansatz, dass jeder, der sich mit Islamismus beschäftigt, sofort ein extremer Rechter sei. Er gab darin auch bekannt, dass er ein eingetragenes Mitglied der Demokraten gewesen sei und mit der linken Regierung in Italien rund um Matteo Renzi zusammengearbeitet habe. Er kritisierte darin die Politisierung des Problems in Österreich und die seiner Ansicht nach gezielten Methoden der Diffamierung ohne Grundlage. Kritik an Studien und Berichten sei gut und wichtig, in Österreich würden manche Informationen zum Politischen Islam aber sofort verworfen werden, und zwar nicht nur von Organisationen, die dem Islamismus nahestehen, sondern auch teils vom politischen Mainstream.
Im November 2005 sagte Vidino in einem Interview mit dem konservativen bis rechtsradikalen Frontpage Magazine:
„Demografie lügt nicht: In zwei Jahrzehnten werden ethnische Nicht-Europäer in vielen europäischen Städten die Mehrheit der Bevölkerung darstellen, und ein großer Prozentsatz von ihnen werden Moslems sein.“

## Kritik und Rezeption
Operation Luxor
In den Ermittlungen rund um die Operation Luxor, bei der im November 2020 hunderte zum Teil schwer bewaffnete Polizisten Hausdurchsuchungen bei rund 70 Beschuldigten durchführte, bezog man sich auch auf eine Studie von Vidino aus dem Jahr 2017. Diese Studie mit dem Titel „Muslim Brotherhood in Austria“ wurde vom Bundesamt für Verfassungsschutz und Terrorismusbekämpfung (BVT) mit 10.000 Euro und vom Österreichischen Integrationsfonds mit 80.000 Euro finanziert. Schon damals hatte die Muslimische Jugend Österreich (MJÖ) eine Methodenkritik veröffentlicht. Zudem hatte nach Angaben Muslimischen Jugend Österreich (MJÖ) der Direktor des BVT zugesichert, dass das BVT keinen inhaltlichen Beitrag zur genannten Studie geleistet hat. Im Juli 2022 deckte der Der Standard auf, dass der Plan eine solche Studie erstellen zu lassen, bereits in einem im Jahr 2016 vom damaligen ÖVP-Politiker und späteren Bundeskanzler Sebastian Kurz entwickelten Strategieplan zur Machtergreifung, dem Projekt Ballhausplatz, enthalten war. Aus diesem Grund schlug die Abgeordnete Stephanie Krisper (Neos) vor die Studie zum Gegenstand des  ÖVP-Korruption-Untersuchungsausschusses zu machen. Im Fall des ehemaligen Präsidenten der IGGÖ, Anas Schakfeh, und seiner Stiftung wurden die Vorwürfe gerichtlich zurückgewiesen. Anlässlich der Anschuldigungen erklärte Vidino in einem Wiener-Zeitung-Interview: „Wenn meine Arbeit fehlerhaft ist und ihnen Schaden zugefügt hat: Warum verklagen sie mich dann nicht? Es handelt sich nur um allgemeine Kritik, persönliche Angriffe und leere rechtliche Drohungen: Das ist für mich ziemlich enthüllend.“ Anas Schakfeh führte dazu aus, dass „in den USA ansässige Personen in Österreich so gut wie gar nicht geklagt werden können.“ Zudem fragt er, ob „nicht geklagt zu werden die falsche Behauptung“ beweise. Die Muslimische Jugend Österreich (MJÖ) unterließ laut Eigenangaben eine Klage, da Lorenzo Vidino seinen Wohnsitz in den USA habe und somit eine Klage in Österreich „praktisch unmöglich“ sei. Zudem zitiert diese eine Entscheidung des Oberlandesgerichts Graz in der es heißt, dass die „unter anderem auf der Vidino-Studie und Nachgesagtem aufbauende Einschätzung im Gutachten Scholz/Heinisch“ als Beweismittel ungeeignet sind. Im Februar 2024 reichte der Geschäftsmann Hazim Nada eine Klage in der Höhe von 2.8 Milliarden US-Dollar gegen Vidino ein, da dieser in eine Schmutzkübelkampagne gegen Nada verwickelt sei, die ihm sein Geschäft zerstört habe.
Diese Studie von Lorenzo Vidino war später Grundlage für die Operation Luxor, während der Amtszeit von Herbert Kickl (FPÖ) als Innenminister wurde sie „analysiert“. In diesem Zusammenhang erstatten BVT-Beamte eine Anzeige gegen ehemalige Vorgesetzte.

Über diese Studie schrieb der Religionswissenschaftler Franz Winter, Professor an der Universität Graz:
„Wie vielfach schon angemerkt wurde, besteht das Grundproblem dieser Arbeit darin, dass sie primär die vielen Gerüchte, die in verschiedenen österreichischen Medien über die Jahre kolportiert wurden, zitiert, affirmativ aufnimmt und ohne weitere Hintergrundausstattung oder zusätzliche Beweise im Raum stehen lässt. Es fehlt oft an Unterfütterung für die Behauptungen und in vielen Fällen werden zum Teil sehr alte Vorwürfe ohne Abwägung wiederaufgenommen.“
In dieser Studie von 2017 und in seinem Buch The New Muslim Brotherhood in the West (2010) verwendet Vidino ein Zitat, das entweder frei erfunden ist oder einer fehlerhaften Übersetzung entstammt. Vidino legte dem ehemaligen Führer der Muslimbruderschaft ein Zitat in den Mund, das einen globalen Missionsanspruch der Organisation belegen soll. Vidino gibt an, dass das Zitat aus der arabischsprachigen Zeitung Asharq Al-Awsat vom 11. Dezember 2005 stamme. Eine Überprüfung des genannten Interviews im arabischen Original zeigt jedoch, dass sich die behauptete Aussage darin nicht findet. Weder das von Vidino zusammengestellte Zitat noch eine sinngemäß ähnliche Formulierung sind im Text enthalten.
2017 traf sich Vidino mit dem emiratischen Außenminister Abdullah Bin Zayed, um über dessen Arbeit zur Muslimbruderschaft zu sprechen. Weiters ist Vidino für mehrere aus den Emiraten finanzierte Organisationen tätig, darunter „Quiller Consultans“, „Trends Research & Advisory“, „Hedayah“ und die Internetseite „European Eye on Radicalization“, die von einem emiratischen Ex-Geheimdienstmitarbeiter und Vertrauten des emiratischen Kronprinzen Mohammad bin Zayed finanziert wird.
Im Jahr 2019 warf ein Mitarbeiter Lorenzo Vidino vor, versucht zu haben, ihn an der Veröffentlichung eines Artikels über den Mord an Jamal Khashoggi im Nachrichtenmagazin The Atlantic zu hindern. Nachdem der Beitrag dennoch erschien, soll Vidino die Redaktion von The Atlantic kontaktiert und darum gebeten haben, die Nennung des Arbeitgebers des Mitarbeiters aus dessen Autorenbiografie zu entfernen – insbesondere bei Artikeln, die sich kritisch mit Saudi-Arabien und den Vereinigten Arabischen Emiraten auseinandersetzten.
Laut Thijl Sunier, Professor an der Freien Universität Amsterdam, behauptet Vidino zwar ein unabhängiger Wissenschaftler zu sein, geleakte Dokumente zeigen jedoch, dass er von einem privaten Nachrichtendienst bezahlt wurde, um Vorwürfe gegen die Muslimbruderschaft wissenschaftlich zu untermauern. Zudem wird er jenem Lager zugerechnet, dass Verschwörungstheorien über die Muslimbruderschaft verbreitet. Für Amira Mittermaier, Professorin an der University of Toronto, ist Vidino Vertreter der Verschwörungstheorie eines Großen Austauschs, die behauptet, Muslime würden die weiße Bevölkerung im globalen Norden verdrängen. Das Argument Vidinos, wonach die Muslimbruderschaft ein Opfernarrativ verbreiten würde, kritisiert sie als bemerkenswerte rhetorische Verrenkung.
Abu Dhabi Secrets
In der Zeitschrift The New Yorker erschien im März 2023 ein investigativer Artikel über die Verbindungen von Lorenzo Vidino zum privaten Nachrichtendienst Alp Services, das zuvor durch die VAE beauftragt worden war. Demnach wurde er zu einem „Tausend-Dollar-Dinner“ nach Genf eingeladen, um ihn als Berater für Alp Services zu gewinnen. Zwei Wochen nach dem Essen hat Vidino einen Vertrag in Höhe von 3000 Euro gegen Informationen über die Muslimbrüderschaft in Europa unterschrieben. Vidino teilte Alp Services auch mit, auf wen sich ihre Kampagne konzentrieren muss. Berichte, die Vidino ablieferte, waren einseitig. Zudem versprach Vidino laut David D. Kirkpatrick vom The New Yorker, Informationen, die er von europäischen Nachrichtendiensten erhält, weiterzuleiten: „Obviously I think that my memo would be ‘juicier’ after that visit. ”The next month, Vidino wrote that “many of the names on the list come indeed straight from various meetings with German intel.“ Insgesamt hat Lorenzo Vidino mit Stand April 2020 13 000 Euro für seine Arbeit enthalten. Vidino gibt an, nicht zu wissen, wie viel Geld er erhalten hat, und die Mitarbeiter von Alp Services, mit denen er kommuniziert hat, nicht zu kennen. Nachdem die NRC ihn mit Fotos konfrontiert, die ihn mit diesen Mitarbeitern zeigen, bricht Vidino den Kontakt ab.
Über die Verbindungen zwischen Vidino und den VAE schrieb auch die französische Zeitung Mediapart. Darin wird erwähnt, dass Lorenzo Vidino auf der Website des emiratischen Thinkthanks „Trends Research“ als Experte auftaucht. Laut Profil sitzt Vidino auch in dem in Abu Dhabi ansässigen Thinkthank „Hedayah“, dem hauptsächlich Vertreter der Herrscherfamilie vorstehen. Im September 2021 besuchte Außenminister Alexander Schallenberg das Zentrum „Hedayah“, im Oktober 2021 Nationalratspräsident Wolfgang Sobotka (ÖVP). Der Spiegel veröffentlichte im Juli 2023 eine Recherche. So profitierte Alp Services dadurch, dass Vidino Kontakte zu Qualitätsmedien herstellen konnte. Von Lorenzo Vidino an Alp Services erhaltene Informationen wurden anschließend an den Geheimdienst der VAE weitergeleitet. Auf diesen Listen befanden sich etwa Nawaf Salam, deutsche Lokalpolitiker und Mitglieder des Zentralrats der Muslime. In internen Unterlagen von Alp Services ist zudem Korrespondenz mit dem deutschen Bundestagsabgeordneten Christoph de Vries (CDU) enthalten, auf Spiegel-Anfrage erklärt er, über die wahre Identität von Alp Services getäuscht worden zu sein.
Unter Führung des EIC haben unter dem Namen Abu Dhabi Secrets mittlerweile über 13 Medien aus 13 Staaten Recherchen zu Lorenzo Vidino zu diesem Thema veröffentlicht, darunter Radio Télévision Suisse, Le Soir und NRC Handelsblad.
Konsequenz dieser Berichterstattung war, dass zwei Wissenschaftler, Hilary Matfess und Cynthia Millier-Idriss (Professorin für Soziologie an der American University), sich von Lorenzo Vidino distanzierten. Im Juli 2023 folgte Beatrice de Graaf, Professorin an der Universität Utrecht.
2024 wurden Vidino und der private Nachrichtendienst Alp Services in den USA auf Schadenersatz in der Höhe von mindestens 2,77 Milliarden US-Dollar verklagt. Ebenso brachte der Politikwissenschaftler Farid Hafez eine Klage gegen Vidino in Höhe von 10 Millionen US-Dollar ein. Auf eine Anfrage der Tageszeitung Der Standard  im August 2025 zur Klage von Hafez antwortete Vidino nicht auf konkrete Fragen, reagierte aber verärgert: „Hey, Kumpel! Freue mich immer, dem Goldstandard des Journalismus in Österreich zu helfen!“